# La vendetta di Lady Morgan
La vendetta di Lady Morgan és una pel·lícula de terror italiana de 1965 dirigida per Massimo Pupillo i escrita per Gianni Grimaldi.

## Sinopsi
Escòcia, 1865. Susan Blackhouse, de 20 anys, és l'última representant d'una línia noble. És l'hereva del seu antic oncle, Sir Neville. Si bé és cortejada per un noble menys ric que ella, Sir Harold Morgan, prefereix Pierre Brissac, un arquitecte francès, de qui està enamorada. L'amor és recíproc però ha de tornar a França. Ell promet casar-se amb ella quan torni.
Durant el seu viatge en un vaixell, Pierre és llançat al mar per Roger, un amic íntim de Morgan. Ferit greu, queda amnèsic i és hospitalitzat a França. S'ha oblidat de tot, inclosa la Susan...
Als Blackhouses, a Escòcia, s'anuncia la notícia de la mort de l'arquitecte. Devastada, Susan no té més remei que casar-se amb Morgan per complir una promesa feta al seu oncle. Després del casament, la Susan va a descansar amb el seu oncle mentre Morgan s'encarrega del seu castell. Quan torna, descobreix que tot el personal ha estat deixat anar i que el seu marit ha contractat gent nova per als càrrecs de institutriu, majordom i criada.
Morgan porta tres còmplices, inclòs Roger, a la casa per desfer-se de la Susan. No està enamorat d'ella, però vol apoderar-se de la seva herència. Boja pel seu marit i els seus criats, se suïcida. El pla maquiavèlic de Morgan va funcionar. Però Lady Morgan torna d'entre els morts per satisfer la seva venjança...

## Repartiment
- Gordon Mitchell com a Roger
- Erika Blanc com a Lillian
- Barbara Nelli com Lady Susan Morgan
- Paul Muller com Sir Harold Morgan
- Michel Forain com a Pierre Brissac
- Carlo Kechler com Sir Neville Blackhouse[1]

## Llançament
La vendetta di Lady Morgan va ser distribuït a Itàlia per I.N.D.I.E.F. quan es va estrenar el 16 de desembre de 1965. Va recaptar un total de 61 milions de lires italianes. A diferència d'altres pel·lícules de terror de Pupillo, La vendetta di Lady Morgan només es va estrenar a les sales nacionals a Alemanya Occidental el 1967..
La pel·lícula va ser l'última pel·lícula de terror que va dirigir Pupillo pel seu poc interès per fer més pel·lícules del gènere; va rebutjar propostes per fer altres pel·lícules de terror. Pupillo va parlar del tema, explicant que "Vaig començar en el gènere de terror perquè volia sortir dels documentals, volia entrar al mercat comercial. A Itàlia, quan fas un determinat tipus de pel·lícula, et poses etiqueta i podria ser que no facis res més. Recordo que un dia, un productor em va trucar per fer una pel·lícula només perquè els altres productors li van dir que havia d'aconseguir Mario Bava o jo. Quan vaig entendre això, em vaig sentir mort".

## Recepció
A partir de crítiques retrospectives, Roberto Curti, autor d' Italian Gothic Horror Films, 1957-1969 va afirmar que la pel·lícula no era "en cap cas la millor, però potser la més peculiar" de les tres pel·lícules de terror que va dirigir Pupillo. Louis Paul va assenyalar en el seu llibre Italian Horror Film Directors, que la pel·lícula es va fer d'una "manera més acurada i estudiada que qualsevol de les altres pel·lícules de Pupillo com a director" i que la pel·lícula va ser "un intent reeixit d'emular les millors pel·lícules de terror gòtiques d'anys anteriors, però el 1966, el públic estava sintonitzat i esperava més de les pel·lícules de terror colorides i amarades de violència que altres cineastes estaven produint."